# اوکتاوا
اوکتاوا (انگلیسی: Oktava) شرکت الکترونیک روسی است، که در سال ۱۹۲۷ تأسیس شد.